# Gare de Rothesay
La gare de Rothesay à Rothesay au Nouveau-Brunswick est un site historique national.

## Histoire
C'est l'une des plus vieilles gares du Canada encore existantes, ayant été construite entre 1858 et 1860. C'est un édifice de deux étages en bois de style néogothique. De construction standard, elle fut l'une des premières gares construites sur la ligne Saint-Jean–Pointe-du-Chêne du European and North American Railway, complétée en 1860. Gare de Kennebecassis était le nom originel, qui fut changé pour commémorer la visite du Prince Edward, duc de Rothesay. La gare ferma ses portes en 1975, mais le train Atlantique continua d'y passer jusqu'en 1994. Le Rothesay Area Heritage Trust fut formé en 1976 pour acquérir et entretenir l'édifice, qui est devenu un site historique national le 15 juin de la même année. Le Canadien Pacifique exploite toujours les voies comme ligne principale secondaire, tandis que la gare a été transformée en résidence.